# 悪魔

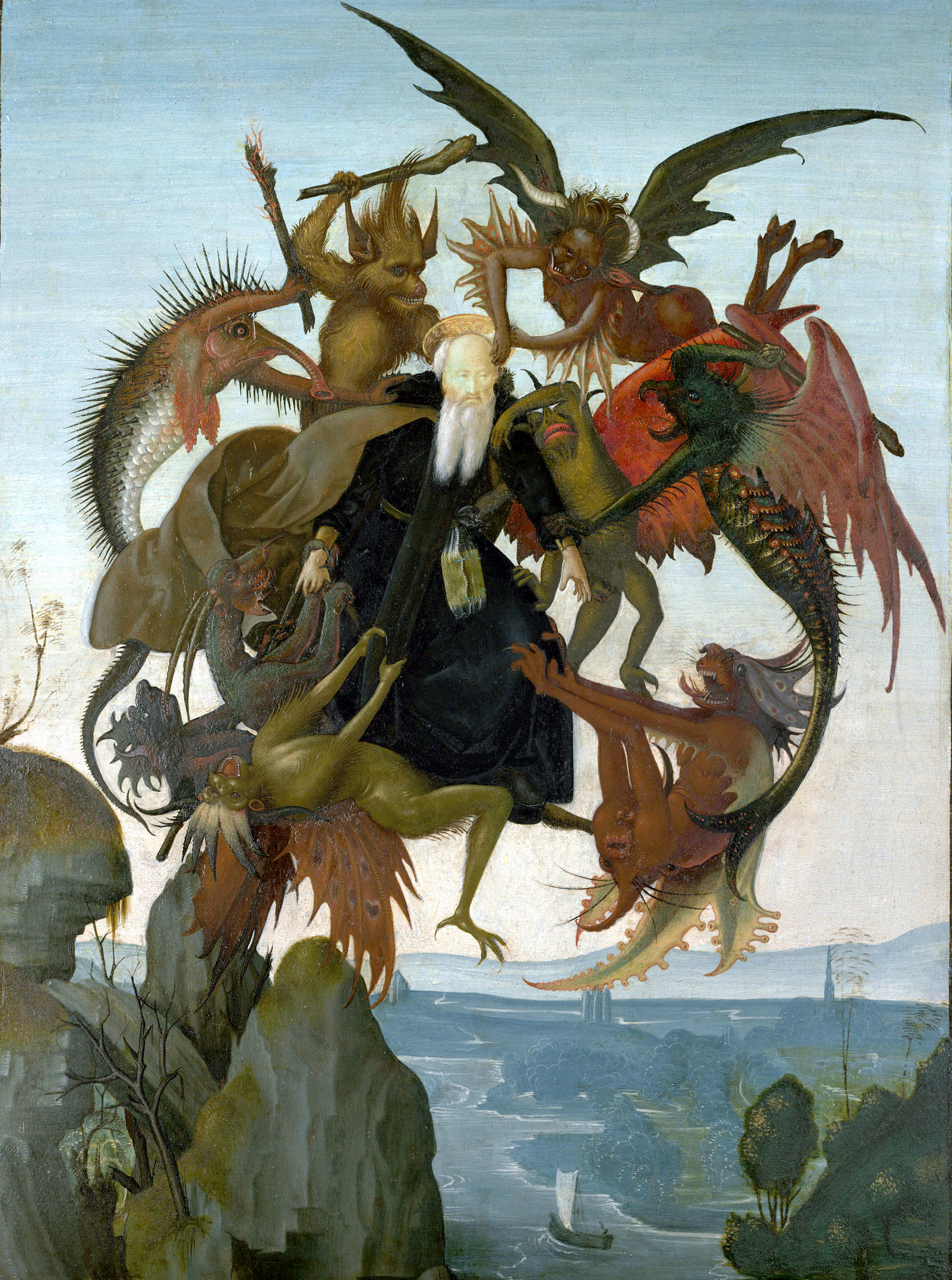
ミケランジェロ作「聖アントニウスの苦悩」。様々な誘惑をする悪魔達にもがき苦しむ大アントニオスを描いている。

アルハンゲリスク州の都市の紋章, ロシア, 悪魔との大天使の戦いミカエルを示している。

悪魔（あくま）とは、特定の宗教文化に根ざした悪しき超自然的存在、または悪を象徴する超越的存在を指す言葉である。
悪魔は、仏教において仏教を妨害する邪神を意味することもある。キリスト教ではサタンを指し、神を冒涜し試みる、人間を誘惑する存在とされる。サタン以外の西洋文化における悪霊（悪魔）も、現代日本語では悪魔と呼ばれることが一般的。イスラム教では、悪魔は シャイターン、イブリースと呼ばれている。
一枚岩の宗教においては神に敵対するものを指し、他宗教の神に対する蔑称でもある（後述）。

## 日本語の悪魔
漢語の「悪魔」は本来、漢訳仏典に由来する仏教語であるが、現代日本語では西洋のサタン、デビル、デーモンの訳語としても用いられている。ハビアンの『破提宇子』には「ヂヤボ」（ポルトガル語の Diabo の音訳）、「悪魔」、「天狗」といった、キリシタンによるキリスト教の悪魔の翻訳例が示されている。
仏教語としての悪魔はサンスクリット語マーラの音訳「魔羅」「魔」と同義である。「魔」という漢字は、仏教関係者の新しい作字であり、死者を指し超自然的なものを含意する意符「鬼」と、マーラの音を表す音符「麻」とを組み合わせたものである。唐の僧侶湛然によれば、古くは「磨」と書かれていたのを梁の武帝蕭衍以来「魔」と書くようになったという（『止観輔行伝弘決』: 「古訳経論 魔字従石 自梁武帝 謂魔能悩人 字宜従鬼」）。康煕字典でも、前述した説文解字のあとに正字通からの引用として「訳経論にいわく。魔は古（いにしえ）は石に作って磨となす。䃺を省く也。梁武帝、改めて鬼となす。[この字は『訳経論』によれば磨の異体字である。元々石のところを梁の武帝が鬼に改めたのだ]）」として記されている。ただし、前述のように『説文解字』に出ている他、梁の武帝よりも前の時代に書写されたと推定される「魔」の字を含む考古学史料が存在する。日本の民俗信仰では、災いをなす原因と想定されるモノを漠然と擬人的に「悪魔」と呼ぶようになった（通り悪魔も参照）。

## 西洋語の悪魔
悪魔・魔王を指す西洋語の「デビル」 (英: Devil, 独: Teufel) はヘブライ語のサタンのギリシア語訳ディアボロス (古希: Διάβολος、羅: Diabolus) から派生した言葉であり、キリスト教の神に敵対する存在を指す。
悪魔とも悪霊とも和訳される西洋語の「デーモン」（フランス語読みで「デモン」とも）の語源は、ギリシア語のダイモーン（古希: δαίμων、ラテン翻字 daimon）である（デーモンを指す西洋諸語 英: demon, 独: Dämon はギリシア語のダイモーンから派生した）。ダイモーンのラテン語綴り daemon はキリスト教的文脈においてほぼ悪霊・悪魔の意味で用いられている。英語でも daemon は demon と同様に [diːmən] と発音され、ギリシア神話のダイモーンの意味で用いられる場合もあるが、悪霊としての demon の別綴りとして用いられることもある。
デビルとデーモンはいずれも、ラテン語で神を意味するデウス (deus) と同様に、サンスクリットで神を意味する語である「デーヴァ」（देव、女性形は「デーヴィー」 देवी）と同じ印欧祖語の語根 div （輝く）の派生であるという説もある。
英語での悪魔の俗称「オールド・ニック Old Nick」は北欧神話の「オーディン Woden」に他ならないという説がある。

## キリスト教の悪魔

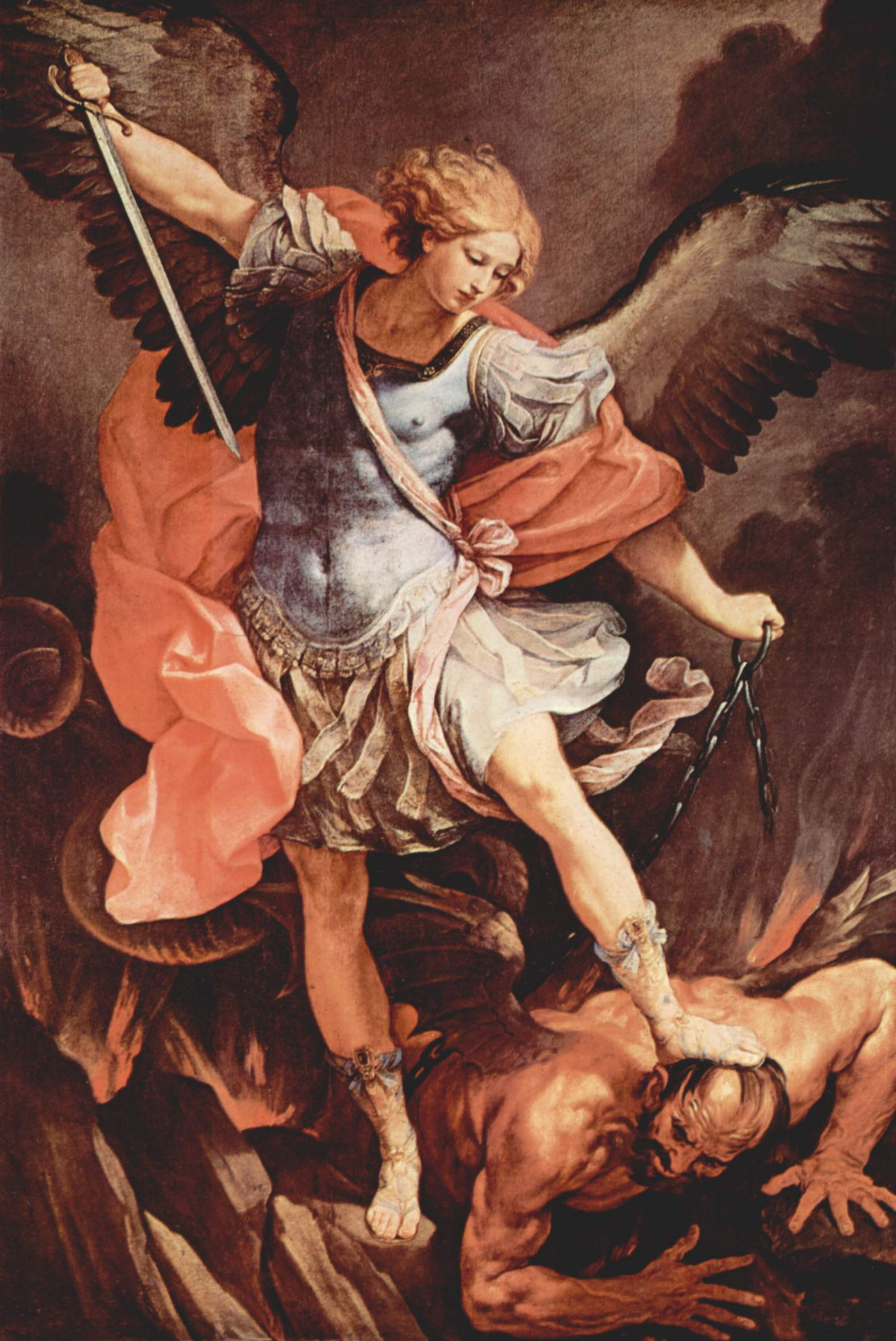
悪魔を踏みつけるミカエル

### 堕落の教理

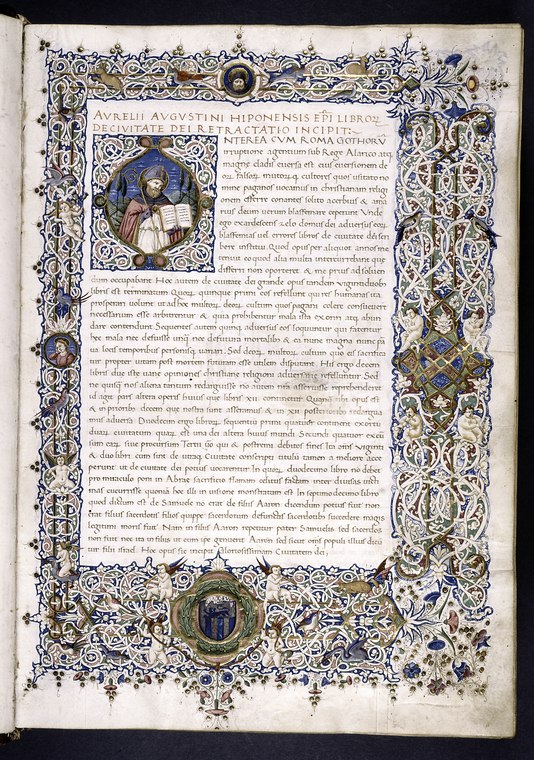
アウグスティヌス 『神の国』

教父たちは、かつては神に仕えた天使の罪について論じた。
中世のスコラ学では善良な天使と邪悪な天使との人間の交流についての思弁的な論究が交わされた。13世紀に入ると悪魔の存在が現実の危機として考えられるようになり、より具体的、現実的な考察が行われるようになった。特に悪魔と人間の肉体交渉について神学者は関心を寄せ、教義の一つへと発展していった。
なかでも、当時絶大な権威を持っていた神学者トマス・アクィナスは、悪魔（インキュバス、サキュバス）は人間の姿をとって人間と交わることが可能であり、神の許しのもとに人間にあらゆる害を与える力があると主張し議論を決定づけた。
キリスト教神学では、神に対して謀反を起こした堕天使（サタン）の手先である。神学では、人間を誘惑して堕落させ、カトリック教会を滅ぼそうとするものとされた。また、角、翼・蹄・尻尾などを持つ姿で表現されるほか、黒い影でも表現された。一方で、教化のため教会が利用した。
近代的な合理主義的思考が定着するにつれて、悪魔は言い知れぬ恐怖の存在から、より具体的、肉体的な実在性を帯びるようになる。1632年に発生したルーダンの悪魔憑き事件のような悪魔の仕業とされる事件や、悪魔憑きの現象や対抗措置としての悪魔払いは、近現代に至るまで否定されることなく続いている。

### キリスト教と異教
ギリシア語の旧約および新約聖書では悪霊的存在がダイモーン（またはダイモニオン）と記されており、使徒パウロ、教父アウグスティヌスは、異教の神と悪魔を同一のものとして記述している。アウグスティヌスは『神の国』第10巻において、人を欺くダイモーンの危険性を指摘した新プラトン学派の哲学者ポルピュリオスの不徹底を批判し、ダイモーンはすべて悪霊であって、異教の神々は悪霊が偽装したものであるとした。
11世紀の東ローマ帝国の知識人で宮廷の有力者でもあったミカエル・プセルロスは悪魔学の著作を遺している (Greenfield, Traditions of Belief in Late Byzantine Demonology を参照)。新プラトン主義的な発想や民俗的デーモン観を取り入れたプセルロスの鬼神論は、東方正教会の中心地であったコンスタンティノポリスで重んじられたほか、ラテン語訳されてルネサンス期に西方教会の領域にも広まった。

### 悪魔の罠
悪魔は罠を用いるとされる。悪魔に立ち向かうようにと勧められてはいるが、全世界は悪しき者の配下にあるとされているため、悪魔の罠を見破るのは一般人には容易ではない。

## イスラムの悪魔
イスラームの文化においては悪魔はアラビア語で「シャイターン」という。これはイスラム教以前からあったアラブ人の言葉であるアラビア語に由来するが、ムハンマドがユダヤ教やキリスト教の影響下でヘブライ語のサタンに関連付けた。その頭目は堕天使イブリース（キリスト教のルキフェルに相当）であるが、キリスト教とは違い、それ以外の悪魔は単なる人に悪さをするジン（精霊）にすぎない（イブリースを参照）。

## グノーシス派の悪魔
グノーシス主義では、旧約聖書の創造神ヤハウェがこの世の悪しき支配者とみなされ、悪魔化された。それ以下の偽りの神や悪霊的存在とみなされたものはアルコーンと呼ばれた（デーミウルゴス、ヤルダバオート、アルコーンを参照）。

## 仏教およびインドの悪魔
仏教の悪魔を表すサンスクリット語のマーラ (Māra) は阿含経『相応部』の「悪魔相応」（マーラ・サンユッタ）に書かれている。この語が魔羅、悪魔などと漢訳される。仏典にみられる悪魔の名称には天魔、魔羅（マーラ）などがある。この他、インド神話や仏教の万神殿にはナムチ、アスラ（阿修羅）、ヤクシャ（夜叉）、ラークシャサ（羅刹）といった悪神や悪鬼的存在がいる（詳細は各項目を参照）。他の宗教と異なり、仏教の悪魔は改心すれば善神となる場合が少なくない。例えば『首楞嚴經』にあるように、悪魔の王やヤクシャ（夜叉）やラークサシャ（羅刹天）も善心を持ち仏教を信じるものはブッダの座の下にいることが出来るとされている。

## 神話や民間信仰における悪魔
各地の神話や土俗信仰等においては、人を傷つけ、あるいは悪い感情を誘発するなど、人を不幸にするような神秘的力を持つものが語られる例は珍しくない。それが人格を持って語られる場合、それは悪魔的なものとなる。翻訳する際には悪魔とされることもあり得る。カレワラのヒーシなどはこれに当たる。
それらは悪意を持って人を傷つけるだけでなく、場合によってはいたずらが予想外な事態を引き起こし、巡り巡って新たなものの誕生などにつながる。そのようなものをトリックスターという。

## 宗教史学による悪魔と近代の悪魔観
一神教の文化に根ざした西洋の悪魔は、大文字の〈悪魔〉（英語の the Devil）と小文字の複数の悪魔（英語の devils）とに区別される。後者のような悪霊ないし悪鬼的存在（英語の demons）は多くの宗教伝統の中に見出されるが、前者のような単独の〈悪魔〉の観念をもつ宗教は限られている。悪魔の概念史の研究で知られるジェフリー・バートン・ラッセルは、〈悪〉の人格化としての単独の〈悪魔〉の概念はゾロアスター教、古代ユダヤ教、キリスト教、イスラム教の4宗教に特有のものであると論じている。ただし、一神教の立場からマニ教的二元論を回避しようとするキリスト教では、〈悪魔〉もまた神の被造物であって、完全に神から独立した存在ではないとする捉え方が一般的である。厳格な一神教であるイスラム教では、悪魔は神の特別な許可に拠って活動するのであって、神の計画の一部であるとされる。
〈悪魔〉（ギリシア語：διάβολος（）＝中傷者、告発者）は、多くの宗教と文化において、悪の擬人化にして神および人間の敵であるところの、力ある超自然的存在であると信ぜられている。〈悪魔〉は一般に異端者や異教徒などの不信心者に関連づけられる。その他の多くの宗教にもキリスト教の〈悪魔〉に類似したトリックスターないし誘惑者がある。〈悪魔〉についての近代的な観念には、〈悪魔〉は人間の下等な本性や罪深さを象徴しているとする考え方もある。信仰の危機、個人主義、自由意志、智慧、啓蒙などを象徴する寓意とみなされることもある。

### アブラハムの宗教の悪魔
比較宗教学の宗教分類で並置されるユダヤ教、キリスト教、イスラム教（いわゆるアブラハムの宗教）は、さまざまな名で呼ばれる〈悪魔〉を、人間をそそのかして罪を犯させたり悪行をはたらいたりするひとりの反逆的な堕天使ないしデーモン（悪霊）とみなしてきた。
アブラハムの宗教における悪魔は元来、神とその使いを除く超越的な存在全てであった。唯一神教であるユダヤ教は、他宗教の神々を悪魔と称して否定した。その派生であるキリスト教とイスラム教も同様であった。西方キリスト教世界における悪魔は、地中海世界で信仰されていた古代文明の神々が否定され悪魔とされたものが多く、バアル神やモレク神などは代表的なものである（これらの神格はユダヤ教の時点で「魔神」シェディムであるとされていた）。ただし、唯一神以外の神々が全て悪魔とされたわけではなく、キリスト教に取り込まれた例もある。その代表例は、かっては新バビロニア地域の神々、あるいは神の諸側面を表象する存在であったミカエルやガブリエルである。ユダヤ民族のバビロン捕囚時代以降にペルシアの宗教（とくにゾロアスター教のアムシャ・スプンタ）に影響を受けて、ユダヤ教に天使として取り入れられた。ミカエルやガブリエルは旧約聖書にも登場し、キリスト教では大天使として継承された。ヨーロッパ土着の神々が矮小化され妖精伝承となったこともあるらしい。
人間に試練を与えるための神の道具であったサタン（試みる・誘惑する者）は旧約聖書において悪魔ではなく、人間の敵ではあっても神の僕であった。サタンは「大敵」と呼ばれ、異教の神とは区別された。

### 近代オカルティズムの悪魔論
ディオン・フォーチュンは、古代世界の際立った宗教の慈悲深い神と悪神のうち、悪神は悪魔とは呼ばれなかったと述べており、その悪神の例としてヒンズー教のシヴァ、カーリー、エジプトの宗教のセト、ベス、テューポーン、ギリシア神話のプルートー、ヘカテーをあげている。また、神が悪魔を許容するのは、悪魔が宇宙の推圧遮断機であって、神々の清掃人だからであり、破壊的な力が魔神ではなく神として分類されている理由は、それが宇宙の法則による反作用であり、無秩序で乱れた力ではないからだ、と説明している。

## 悪魔の姿形
悪魔の姿を見た、という伝承は古来から様々な形で残るものの、信頼に足る記録などは現在のところ存在しない。
悪魔の観念が固定しつつあった11世紀ごろの芝居に登場する悪魔は黒い服を着たグロテスクな異形であり、今日でもロマネスク様式やゴシック様式の建造物のレリーフにそういったデーモンを見ることができる。
よくある類型的な悪魔像は、ある程度「人間に似た形」をし、肌が紺色、あるいは黒や赤色で、目は赤く、とがった耳を持ち、とがった歯を有する裂けた口を持ち、頭部にはヤギのような角を生やし、とがった爪の付いたコウモリのような翼に、矢印のように鋭く尖った尻尾を持つ、といったもの。また、かかとがないことも重要な特徴とされる。絵に描かれた悪魔は、これらの特徴のほぼすべてを備えているものもあれば、一部のみを有するものもある（バフォメット（山羊頭の悪魔）の項目を参照）。
高等な悪魔は外見が男性的であったり、女性的であっても実際は両性具有であるという説もある。中世には、女性に近づく悪魔は上品な身なりの伊達男や兵士、騎士の姿をしていると言われていた。
ペルシア神話や初期ゾロアスター教の悪魔アンラ・マンユはトカゲ・ヘビ・人間の若者と姿形を変化させることができるとされたが、後期の文献では、実体を持った物質世界は神の創造した善の領域であり、悪魔は実体を持たず人間や動物の中に住むと説明している。

## 比喩・強調としての「悪魔」
悪魔という言葉は、残忍・非道でずる賢い人間の喩えとしても用いられる。
議論の方法として、あえて個々人の賛否について反対の立場から議題を眺め、批判や矛盾点を明らかにするという方法がある。このときの役割を担う人を悪魔の代弁者と呼ぶ。
「小悪魔」という表現は、見せかけの可愛らしさと性的魅力とで男性を誘惑する女性を指すことがある。「悪魔のささやき」は常に甘美である。神に従うのは潔癖さや信仰への忠誠が求められるなど厳しい道であるが、悪魔に従うのは堕落であり、むしろこちらの方が魅力的な場合が多い。

### 音楽
楽器の速弾きによる超絶技巧は往々にして悪魔に結びつけられる。神業でもあるのだが、音楽においては神のそれはゆったりしたものとの定見がある。遅いテンポで美しい旋律が流れる音楽は「天国的」といわれる。
また、モーツァルトの音楽は悪魔が書かせたもの、との言葉がある。音楽美において、アポロン的美とディオニューソス的美を対立させる考えがあり、モーツァルトのそれは後者の代表とされるが、ギリシャ神話は多神教で悪魔の性質も神々が抱えており、中でも酒の神であるディオニューソスは集団的狂乱を呼び起こしたりと悪魔的な側面が強い。哲学者のニーチェはこのディオニーソス的な狂乱を美徳とし、ディオニーソス賛美の著書を記した。

### 科学の世界の悪魔
デカルトが「我思う、故に我在り」を導くために悪魔を仮定したことで知られる。
ゲーテの『ファウスト』で描かれるところのメフィストフェレスは「理性は持っているが悟性は持たない」ことになっている。
科学の分野でも悪魔の存在を仮定する例がある。「ラプラスの悪魔」や「マクスウェルの悪魔」が有名で、いずれもパラドックスに関わっている。
近年でも、化学兵器や核兵器など大量破壊兵器に関わる学者は「悪魔の科学者」といわれることがある。創作の中でのマッドサイエンティストはその例である。

## シンボル・マスコット・名称としての「悪魔」

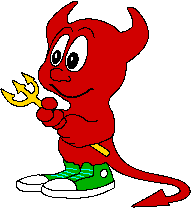
BSDデーモン

- BSDデーモン - FreeBSDに代表されるBSDオペレーティングシステムのマスコット。
- デーモン (ソフトウェア) - Unix系のオペレーティングシステム (OS) で、主にバックグラウンドで動作するプロセス。

## 悪魔を自称している人物
- デーモン閣下---人間の体を借りた悪魔と自称